# Гоберман, Борис Иосифович
Борис Иосифович Гоберман (род. 24 апреля 1948) — советский и российский шахматист, мастер спорта СССР (1974), тренер.
Воспитанник Ленинградского Дворца пионеров (занимался в группе В. Г. Зака).
Выпускник Ленинградского химико-фармацевтического института.
Норму мастера спорта выполнил в чемпионате ленинградского облсовета ДСО «Спартак».
Участвовал в чемпионатах Ленинграда 1976 и 1977 гг.
Проявил себя на тренерской работе. С 1975 г. работал тренером в Ленинградском Дворце пионеров. В 1979 г. стал старшим тренером (сменил А. В. Черепкова). Проработал в должности старшего тренера до 2018 г. Наиболее известный ученик Гобермана — гроссмейстер А. К. Гоганов.